# قادر إدريس (أسطورة)

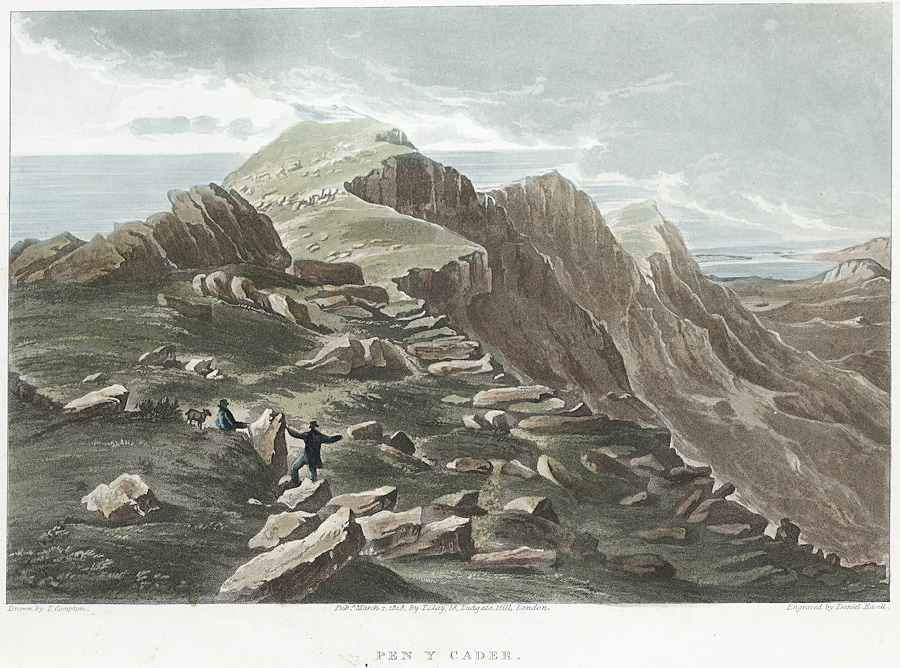
جبل قادر إدريس في 1818

قادر إدريس (بالإنجليزية: Cadair Idris)‏ في اللغة الويلزية كلمة كادير تعني الكرسي وكلمة إدريس هي اسم أحد قدامى العمالقة الويلزيين. وتقول الأسطورة إن كل من يمر ليلا في هذه الكرسي يصبح شاعرا أو مجنونا. وقيل إن هذا العملاق كان ماهرًا في الشعر وعلم الفلك والفلسفة. ويقال أن قادر إدريس هي منطقة للصيد فيها كلاب تعوي، فمن سمع عواءها سيموت وتجرجر روحه إلى العالم السفلي.